# John Llewellyn Moxey
 (avril 2019).
Si vous disposez d'ouvrages ou d'articles de référence ou si vous connaissez des sites web de qualité traitant du thème abordé ici, merci de compléter l'article en donnant les références utiles à sa vérifiabilité et en les liant à la section « Notes et références ».
John Llewellyn Moxey est un réalisateur de cinéma et de télévision britannique naturalisé argentin né le 26 février 1925 en Argentine et mort d'un cancer le 29 avril 2019 à University Place.

## Biographie
John Llewellyn Moxey est né en Argentine en 1925. Sa famille exploitait à l'époque une entreprise de charbon et d'acier en Amérique du Sud. Il a fréquenté les écoles Rose Hill, Banstead, le Ottershaw College, le Bradfield College et le Collège militaire royal à Sandhurst.
Avant d'entrer dans l'industrie cinématographique, il a servi pendant la Seconde Guerre mondiale au sein du 53e Division Reconnaissance Corps. Ayant commencé sa carrière en tant qu’éditeur, il a ensuite dirigé des épisodes de la série britannique London Playhouse et de The Adventures of Tugboat Annie.
John Llewellyn Moxey a réalisé le film La Cité des morts (alias Horror Hotel, 1960), son premier long métrage comme réalisateur. Il a réalisé le film Circus of Fear (1966).
Pendant une grande partie de sa carrière, il a dirigé la télévision, notamment des épisodes de la série britannique Man of the World, des Edgar Wallace Mysteries, du Armchair Theatre, du The Baron, du Saint et de la série américaine Judd, pour la Défense, Hawaii Five-O, Mission: Impossible, Mannix, Kung Fu, Miami Vice, Magnum, PI, Assassinat, Murder, She Wrote. Il a écrit l'épisode pilote de Charlie's Angels. Il a également réalisé de nombreux films de télévision, notamment A Taste of Evil (1971), Home for the Holidays (1972), The Night Stalker (1972), Genesis II (1973), Où sont passés tous les gens? (1974) et No Place to Hide (1981).

## Filmographie
- 1960 : La Cité des morts (The City of the Dead), également intitulé Horror Hotel
- 1960 : Coronation Street
- 1961 : Foxhole in Cairo
- 1961 : Chapeau melon et bottes de cuir (The Avengers), épisode Who's Who ???, TV
- 1962 : Le Saint (The Saint), TV
- 1965 : Strangler's Web
- 1966 : Mission impossible (Mission : Impossible), TV
- 1966 : Le Cirque de la peur (Circus of Fear)
- 1967 : Mannix, TV
- 1968 à 1980 : Hawaï police d'État, TV
- 1969-1970 : Les Règles du jeu (The Name of the Game)
- 1971 : The Night Stalker
- 1971 : La Dernière Chance (The Last Child), TV
- 1972 : Kung Fu, TV
- 1973 à 1977 : Police Story, TV
- 1973 : Shaft, TV
- 1976 : Drôles de dames (Charlie's Angels), TV
- 1979 : The Solitary Man
- 1980 : Magnum, TV
- 1981 : Hôpital sous surveillance (Killjoy)
- 1983 : Mort suspecte (The Cradle Will Fall)
- 1983 : Les deux font la paire, TV
- 1984 à 1989 : Deux Flics à Miami (Miami Vice), TV
- 1984 : Arabesque (Murder, She Wrote), TV
- 1988 : La Vengeance de l'héritière (Lady Mobster), TV